# Université de Hanyang
L'université de Hanyang (en coréen : 한양대학교) est une université privée située en Corée du Sud. Elle compte deux principaux campus, le premier situé à Seongdong-gu (dans le centre de Séoul) et le second, surnommé campus Erica, situé à Ansan. 
L'histoire de Hanyang débute en 1939 alors que Kim Lyun-jun, docteur en littérature, fonda la première école d'ingénieurs du pays. Deux décennies plus tard, cette école devint une université multidisciplinaire, Hanyang. 
En 2016, le campus de Séoul regroupait 15 facultés proposant 60 diplômes différents. Quant au campus d'Erica, il possède 8 facultés avec 40 diplômes, auxquels s’ajoute un total de 21 programmes de master pour les deux campus. En 2018, l'école compte 777 partenariats avec des universités de 76 pays étrangers et accueille plus de 3300 élèves étrangers.

## Particularités des deux campus

### Campus de Séoul
Sur le campus de Séoul, il y a 15 collèges et 60 départements. Le campus de Séoul est composé d'une variété de centres de recherche selon le domaine des universitaires qui favorisent l'étude et la coopération. Le campus de Séoul compte plus de 60 bâtiments, y compris ceux de Hanyang Women's University et de Hanyang Cyber University. Il y a 5 entrées sur le campus. Récemment, l'école a construit des nouveaux bâtiments sur le campus. Le nouveau bâtiment administratif a été achevé en février 2009 en commémoration du 70e anniversaire de HYU. Le Business Administration Building A est un environnement d'apprentissage spécialement conçu pour les étudiants et les professionnels de business et de gestion. L'Institut de technologie Hanyang (HIT), situé derrière la bibliothèque principale, contient 27 instituts de recherche universitaires et 17 entreprises extérieures ainsi que divers départements universitaires associés. Fusion Technology Center (FTC) a également été construit pour faire avancer les domaines de la science et de la technologie et le FTC abrite actuellement un certain nombre de centres de recherche. Le bâtiment Jaeseong Civil Engineering est un magnifique bâtiment couvert de verre qui abrite différents laboratoires de génie civil et instituts de recherche de pointe.

### Campus d'Ansan
Situé à environ 40 km au sud de Séoul, ERICA présente un nouveau modèle de coopération industrielle et de talent exceptionnel. Sur le campus ERICA, il y a 9 collèges et 42 départements. Le Campus ERICA est célèbre pour le programme de cluster. En prenant les initiales de ce programme : Education Research Industry Cluster Ansan, on retrouve le nom d'ERICA.  L'idée principale du programme est le développement des connaissances et des compétences pratiques qui peuvent être utilisées immédiatement après l'emploi. Il y a 3 entrées sur le campus (Main Gate, East Gate et West Gate).
Chaque semestre, un festival est organisé sur le campus: durant plusieurs jours, il y a de nombreux artistes et chanteurs coréens qui viennent donner des concerts à Ansan. 

## Anciens élèves
- Cheon Un-yeong (1971), écrivain
- Hyun Kil-un (1940-), écrivain
- Lee Kyun-young (1951-1996), auteur
- Pyun Hye-young (1972-), auteure
- Park Ji-hoo (2003-), actrice

## Galerie

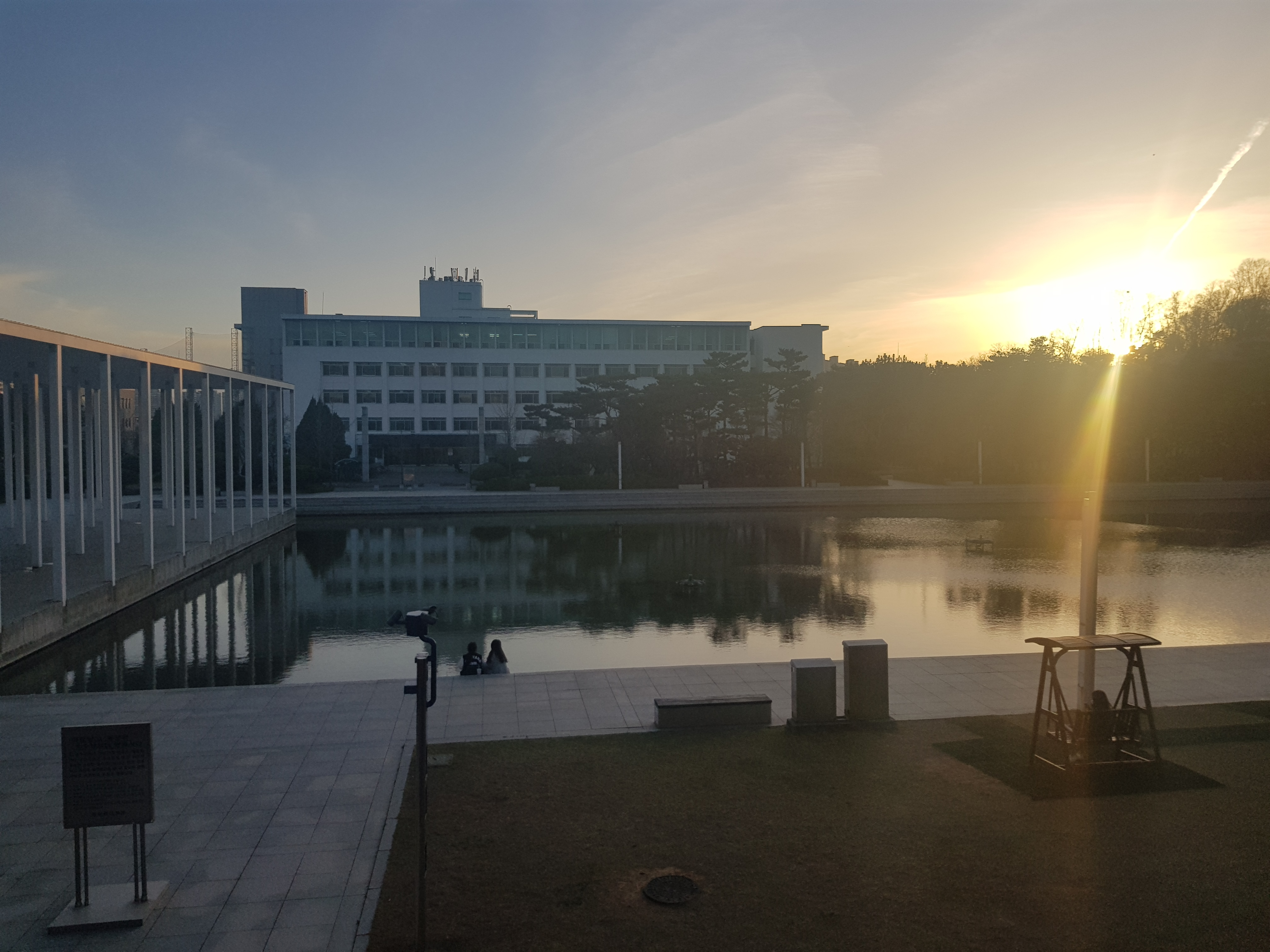
Le Lions Lake durant le coucher du soleil sur le campus d'Erica à Ansan